# Henry Malherbe
Henry Malherbe, auch Henri Malherbe bzw. Henry Croisilles, (* 4. Februar 1886 in Bukarest; † 17. März 1958 in Paris)  war ein französischer Schriftsteller und Journalist. 

## Leben
Malherbe ließ sich zusammen mit seiner Familie um die Jahrhundertwende in Paris nieder. Unter Albert Carré bekam Malherbe an der Opéra-Comique eine Anstellung und seine Karriere führte ihn bald schon in deren Geschäftsleitung. Parallel dazu begann Malherbe als Journalist für die Tageszeitung Le Temps zu schreiben und zwischen 1910 und 1936 war er einer ihrer Literaturkritiker.
Mit Wirkung vom 24. März 1914 wurde Malherbe eingebürgert und am 21. August desselben Jahres meldete er sich freiwillig zum Militärdienst. Er kam zur Artillerie und wurde im darauffolgenden Jahr als Offiziersanwärter angenommen. 1916 kam die Beförderung zum Unterleutnant und zwei Jahre darauf wurde er zum Leutnant ernannt. Er wurde mehrmals verwundet, 1917 und 1918 durch deutsche Gasangriffe. Im Herbst 1919 erfolgt seine Demobilisierung und er kehrte nach Paris zurück.
Malherbe war Mitglied der Association des écrivains combattants (AEC) und leitete diese Schriftstellervereinigung zwischen 1929 und 1930 zusammen mit seinem Kollegen Roland Dorgelès. Später fungierte er zusammen mit Henry de Jouvenel als Herausgeber der Zeitschrift La Revue des vivants.
Nach Kriegsende holte man Malherbe zurück an die Opéra-Comique und im darauffolgenden Jahr wurde er als Nachfolger von Albert Wolff bis 1948 deren Direktor. Anschließend zog er sich langsam ins Privatleben zurück und widmete sich nur noch seinen schriftstellerischen Arbeiten.

## Ehrungen
- 1917 Prix Goncourt für den Roman La flamme au poing
- 1918 Croix de guerre
- 1918 Chevalier der Ehrenlegion
- 1953 initiierte ihm zu Ehren die AEC ihren Prix Henri-Malherbe

## Werke (Auswahl)
- La flamme au poing. Albin Michel, Paris 1917.
- Richard Wagner révolutionnaire. Éd. Michel, Paris 1938.
- Franz Schubert. Son amour, ses amitiés. Éd. Michel, Paris 1949.
- La passion de la Malibran. Albin Michel, Paris 1937.
- Carmen. Èd. Michel, Paris 1951.
- Paul Hervieu. Biographie critique. E. Sansot, Paris 1912.
- Le jugement dernier. Éd. de la Sirène, Paris 1920. (illustriert von Jean Marchand)
- La roque. Un chef, des actes, des idées. Plon, Paris 1934.
- Aux États-Unis. Printemps du monde. Éd. Michel, Paris 1945.